# Бранх (отец Керкиона)
Бранх (др.-греч. Βράγχος «хрипота») — персонаж древнегреческой мифологии. Отец Керкиона, царя Элевсина, от нимфы Аргиопы. Согласно другим версиям мифа Керкион был сыном Посейдона и Аргиопы.